# Rivière Jock
La rivière Jock, connu localement comme le Puissant Jock,  est une rivière à Ottawa et du Comté de Lanark , dans l'est de l'Ontario, Canada,. C'est un affluent gauche de la rivière Rideau. La rivière est nommée d'après Jacques, un Français qui s'y est noyé au début du xixe siècle et était autrefois connue sous le nom rivière Goodwood . La rivière est soutenue par une communauté de bénévoles, organisation connue sous le nom des Amis de la Rivière Jock.

## Cours
La rivière commence dans la municipalité de Montague dans le Comté de Lanark. Elle coule vers le nord, sous le chemin de fer Canadien Pacifique de la ligne principale dans la municipalité de Beckwith, passe sous la route 15 et passe par le marais Goodwood. Elle se dirige ensuite à l'est vers la ville d'Ottawa puis s'écoule à travers le village de Richmond et passe sous la route de l'Ontario 416 pour atteindre son point de confluence avec la rivière Rideau au nord de la communauté de Manotick.

## Course de canots
Pour un weekend, à chaque printemps, le populaire Annuelle de la Rivière Jock Course de pirogues est tenue entre Munster Route et la ville de Richmond, couvrant 12,5 kilomètres (7.8 mi) de la rivière pour la plupart par le marais de Richmond. La course, organisée depuis 1985, inclut de nombreuses classes de compétition, telles que solo et tandem canoë et kayak, loisirs, mixte et familiale.